# Rośliny kopalne

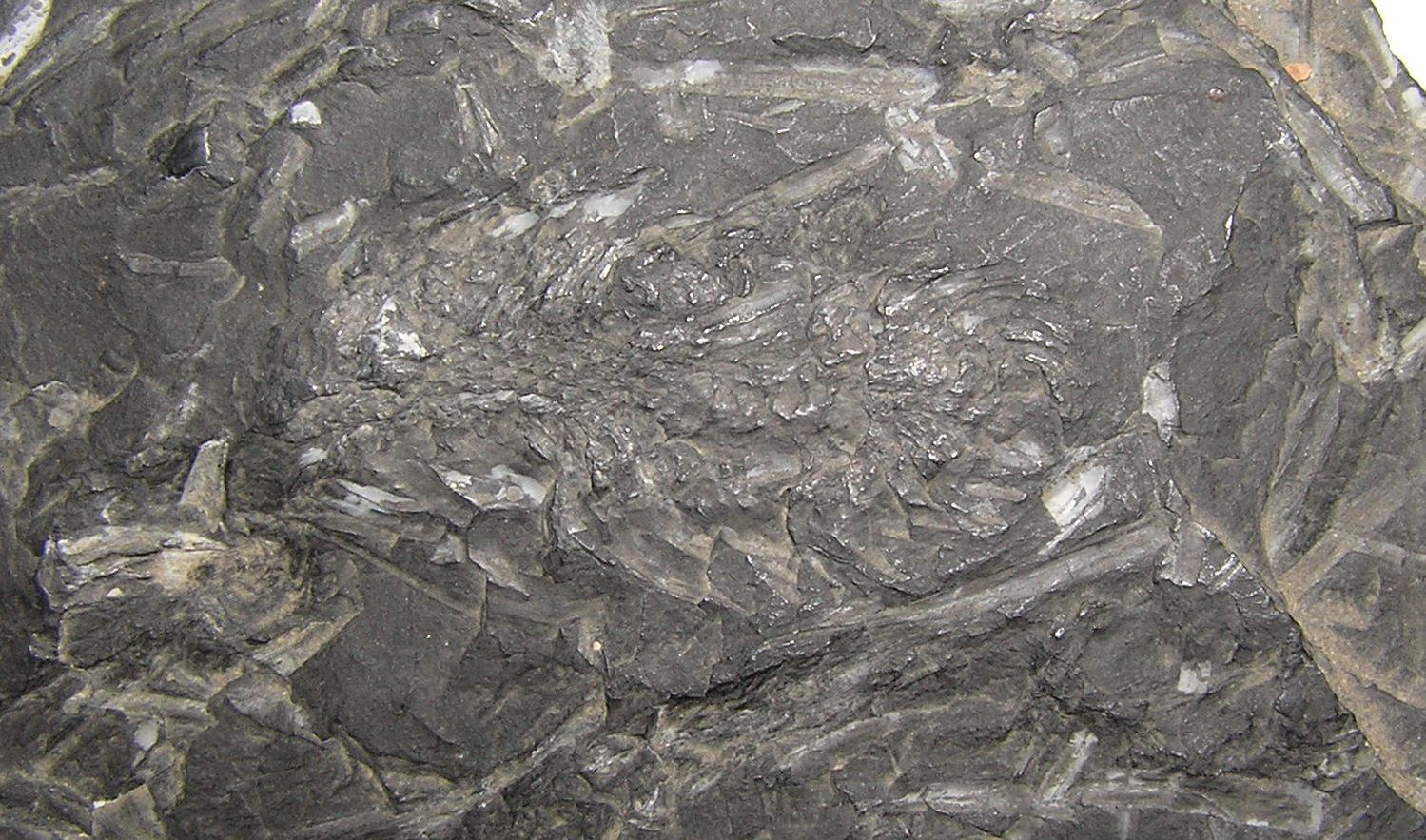
Lepidostrobus variabilis

Rośliny kopalne, rośliny fosylne – rośliny, które występowały w minionych epokach geologicznych i, o których istnieniu wiadomo, dzięki pozostałym w skałach ich szczątkom lub odciskom (skamieniałościom). 
Ze względu na częstą fragmentaryczność tych szczątków bardzo wiele gatunków kopalnych jest ustanawiana na podstawie morfologii poszczególnych części roślin, np. łodyg, liści, korzeni. Dlatego większość gatunków kopalnych to taksony sztuczne, często kilka gatunków kopalnych reprezentuje jeden gatunek biologiczny. 
Roślinami kopalnymi zajmuje się dział paleontologii, zwany paleobotaniką. Szczątki lądowych roślin kopalnych mają duże znaczenie w rekonstrukcjach warunków paleośrodowiska, zwłaszcza w karbonie i permie oraz w kenozoiku. Skamieniałe pyłki, zarodniki i nasiona są też istotne w ustalaniu wieku skał lądowych, szczególnie karbonu, permu, triasu i kenozoiku. Oprócz tego wszystkie skamieniałości roślin są użyteczne w badaniu ewolucji tego królestwa. Masowe nagromadzenia szczątków obumarłych roślin lądowych zapoczątkowały powstanie złóż torfu, węgla brunatnego i kamiennego. 
Wśród występujących współcześnie roślin, niektóre grupy zachowują wiele konserwatywnych cech, tak że ich budowa bardzo przypomina  przodków tych roślin, znanych ze skamielin z odległych epok geologicznych. Taksony takie tworzą często nie rozdzielające się przez miliony lat linie rozwojowe (w każdym razie inne odgałęzienia nie przeżywają do naszych czasów) i zachowują się do dziś w postaci mało zróżnicowanych grup systematycznych, często w formie pojedynczych gatunków o niewielkim zasięgu. Co pewien czas świat dowiaduje się o podawanym w formie sensacji naukowej odkryciu kolejnej żywej skamieniałości, reprezentującej grupę znaną dotąd tylko ze skamielin datowanych na bardzo odległe epoki. Przykładami takich żywych skamieniałości są: miłorząb dwuklapowy (Ginkgo biloba), metasekwoja chińska (Metasequoia glyptostroboides), sośnica japońska (Sciadopitys verticillata) i wollemia szlachetna (Wollemia nobilis). Bywa też, że takson znany już nauce, po dokładnych badaniach systematycznych uznany zostaje za przedstawiciela konserwatywnej i starej linii rozwojowej. Tak było np. z Amborella trichopoda i rodziną Hydatellaceae. O takich roślinach także mówi się często, że są żywymi skamieniałościami (choć w ich przypadku brak wcześniejszych dowodów paleontologicznych na długą historię ich linii rozwojowych).
Do roślin kopalnych należą: 
- ryniofity (Rhyniophyta)
- trymerofity (Trimerophyta, Trimerophytophyta)
- zosterofilofity (Zosterophyllophyta)
- kladoksylony (Cladoxylophyta)
- psylofity (Psilotophyta Heintze)
- praskrzypy, praskrzypowce (Hyeniales) - łączą w sobie cechy psylofitów i prymitywnych skrzypowych.
- klinolisty (Sphenophyllales)
- kalamity, kalamitowce (Calamitales)
- prawidłakowce (Asteroxylales)
- pralepidodendronowce (Protolepidodendrales)
- lepidofity, lepidodendrowce, łuszczydłowce (Lepidophytales, Lepidodendrales) - należał tu lepidodendron (Lepidodendron) i sygilaria (Sigillaria)
- pleurmejowce (Pleuromeiales)
- pranagozalążkowe (Progymnospermophyta)
- paprocie nasienne (Pteridospermophyta)
- sagowce (Cycadopsida)
- benetyty (Bennettitopsida)
- kordaity, kordaitowe (Cordaitopsida)
- gniotowe (Gnetopsida)
- miłorzębowe (Ginkgopsida) - reprezentowany dziś przez jeden gatunek - miłorząb dwuklapowy.
- lebachiowate (Lebachiaceae)
- wolcjowate (Voltziaceae)
- Cheirolepidaceae
- Protopinaceae